# Willem Theodore Gevers Deynoot (1808-1879)
Jhr. Willem Theodore Gevers Deynoot (Rotterdam, 8 september 1808 - Den Haag, 25 maart 1879) was een Nederlands politicus en Thorbeckiaans Tweede Kamerlid.
Gevers Deynoot maakte deel uit van een Rotterdamse adellijke familie. Hij studeerde rechten in Leiden. Hij promoveerde op 13 juni 1829 met een dissertatie over de haringvisserij: 'De magno halecum piscato'. Daarna vestigde hij zich als advocaat in Den Haag. Drie jaar later verhuisde hij terug naar Rotterdam.
Hij maakte als vrijwilliger de Tiendaagse veldtocht mee. Hij werd ingedeeld bij het 1ste bataljon jagers en werd op 5 juni gepromoveerd tot 2de luitenant. In 1838 werd hij benoemd tot dijkgraaf van Schieland en in 1839 werd hij eervol uit de militaire dienst ontslagen.
Gevers Deynoot was een liberaal Tweede Kamerlid en advocaat. Hij was in zijn geboortestad leider van de liberalen en tevens wethouder. Hij werd als medestander van Thorbecke in 1852 tot Tweede Kamerlid gekozen, maar verloor zijn zetel na de Aprilbeweging van 1853. Later volgden nog twee perioden (1856-1864 en 1871-1879) als Kamerlid. Hij was een deskundige op koloniaal gebied. Hij leidde de parlementaire enquête naar de toestand van de Maas en Zuid-Willemsvaart.
Zijn broer François was burgemeester van Den Haag en zijn neef Pieter was directeur van het Kabinet der Koningin.
Op 23 februari 1862 vertrok hij met een onderzoeksopdracht van de Tweede Kamer naar Batavia, dat hij op 21 april 1862 bereikte. Hij bezocht achtereenvolgens de belangrijkste residenties van Java, Makassar, de Minahassa, de Molukken, Timor, Padang en de Padangse bovenlanden. Daarna aanvaardde hij de terugreis op 15 oktober 1862. Na onderweg Singapore, Calcutta, Madras en Ceylon te hebben aangedaan, strandde hij op 19 november met het stoomschip Colombo op Minicoy, een van de Lakkadivische eilanden. Hij verloor al zijn aantekeningen. Hij bracht met overlevenden 12 dagen door op de kust voor hij en zijn lotgenoten werden gered. Pas 29 december 1862 keerde hij terug in Den Haag.

## Tweede Kamer
| Periode                                                                       |
| ----------------------------------------------------------------------------- |
| 20-09-1852 t/m 25-04-1853 17-09-1856 t/m 14-09-1860 15-09-1860 t/m 18-09-1864 |

- Biografisch Portaal: 09173498
- Digitale Bibliotheek voor de Nederlandse Letteren: geve007
- Gemeinsame Normdatei: 141546522
- International Standard Name Identifier: 0000 0000 8452 6771
- Library of Congress Control Number: n85273671
- Nederlandse Thesaurus van Auteursnamen: 071726888
- Parlement.com: vg09ll10qp48
- Virtual International Authority File: 60534036
- WorldCat: E39PBJgxqMbM7XjY3hDCchVpyd